# 푹토현
푹토현(베트남어: Huyện Phúc Thọ / 縣福壽)은 베트남 하노이의 행정 구역이다. 홍강 삼각주의 일부이며, 면적은 113.2km2이다.

## 행정 구역
푹토현은 다음의 행정 단위로 구분된다.
- 푹토 티쩐 (Phúc Thọ /福壽)
- 껌딩 사 (Cẩm Đình / 大安)
- 핫몬 사 (Hát Môn /喝門)
- 히엡투언 사 (Hiệp Thuận / 合順)
- 리엔히엡 사 (Liên Hiệp / 連合)
- 롱쑤옌 사 (Long Xuyên / 龍川)
- 응옥따오 사 (Ngọc Tảo /玉早)
- 푹호아 사 (Phúc Hòa /福和)
- 풍트엉 사 (Phụng Thượng /鳳上)
- 프엉도 사 (Phương Độ /芳度)
- 센찌에우 사 (Sen Chiểu / 蓮沼)
- 땀히엡 사 (Tam Hiệp / 三合)
- 땀투언 사 (Tam Thuấn /三舜)
- 타인다 사 (Thanh Đa /淸多)
- 토록 사 (Thọ Lộc /壽祿)
- 트엉꼭 사 (Thượng Cốc /上谷)
- 띡장 사 (Tích Giang /淅江)
- 짝 미 록 사 (Trạch Mỹ Lộc /  澤美祿)
- 번하 사 (Vân Hà /雲荷)
- 번남 사 (Vân Nam / 雲南)
- 번푹 사 (Vân Phúc /雲福)
- 봉쑤옌 사 (Võng Xuyên /網川)
- 쑤언푸 사 (Xuân Phú / 春富)